# موراي ماك إيوان
موراي ماك إيوان (20 سبتمبر 1936 - 4 أبريل 1984) (بالإنجليزية: Murray McEwan)‏ هو لاعب كريكت نيوزلندي.